# Galo Blanco
Galo Blanco (Oviedo, Asturias, 8 de octubre de 1976)  es un extenista profesional español.

## Carrera
Su afición al tenis comenzó en el Centro Asturiano de Oviedo y en la urbanización La Fresneda. A los doce años recibe una beca de la Federación Catalana de Tenis y pasa a residir en La Blume (Madrid). En este período formó parte de los equipos españoles en las categorías infantil, cadete y juvenil. A los dieciséis años fue seleccionado por la Federación Española de Tenis para formar un equipo de alta competición dirigido por el asturiano Juan Bautista Avendaño, que luego sería capitán de la copa Davis. Durante dos años está en el Centro de Alto Rendimiento de San Cugat, formando equipo con Carlos Moyá, Fernando Vicente, Jacobo Díaz, etc. Con diecisiete años fue campeón de España juvenil, venciendo a Carlos Moyá, y semifinalista de la Orange Bowl, en Miami.
Su entrada en el circuito de la ATP se produjo en 1994. Al principio de su carrera profesional era habitual verle en torneos de calificación. Gracias a sus buenas actuaciones en estos torneos comenzó a ganarse un puesto en los torneos más importantes del circuito internacional. En 1995 gana el campeonato Challenger de Tampere. Su primera intervención en un Grand Slam sería en el Abierto de Australia de 1996 donde cayó derrotado en primera ronda.
Su mejor resultado en un Grand Slam se produciría en el Roland Garros de 1997. Al año siguiente escalaría hasta su mejor posición en el ranking de la ATP llegando hasta el puesto 40.
En el año 1999 lograría uno de sus mayores logros al ganar el torneo "International series" ATP de San Marino al imponerse en la final al español Albert Portas.
Su última aparición en uno de los cuatro grandes se remonta hasta Wimbledon de 2004 donde cayó en cuarta ronda. 
A lo largo de su carrera deportiva ha logrado victorias ante jugadores que llegarían a ser , o que ya habían sido, número 1 del mundo, como Marat Safín, Carlos Moyá, Juan Carlos Ferrero, Patrick Rafter y Pete Sampras.
Anunció su retirada, de manera oficial, a finales de abril de 2006, tras caer derrotado contra Guillermo Coria en el ATP de Barcelona y tras el nacimiento de su hija.
Más tarde fue entrenador de Karén Jachánov y fue elegido como mejor preparador 2011.
Hoy en día es el entrenador de Dominic Thiem.

## Títulos (1; 1+0)

### Individuales (1)
| Leyenda                |
| Grand Slam (0)         |
| Tennis Masters Cup (0) |
| ATP Masters Series (0) |
| ATP Tour (1)           |

| N.º | Fecha                | Torneo     | Superficie    | Oponente en la final | Resultado   |
| --- | -------------------- | ---------- | ------------- | -------------------- | ----------- |
| 1.  | 15 de agosto de 1999 | San Marino | Tierra batida | Albert Portas        | 4-6 6-4 6-3 |

### Finalista en individuales (1)
- 2001: Acapulco (pierde ante Gustavo Kuerten)

- Datos: Q1356375